# Fallaciella
Fallaciella là một chi rêu trong họ Lembophyllaceae.